# Brione (Trento)
Brione é uma comuna italiana da região do Trentino-Alto Ádige, província de Trento, com cerca de 146 habitantes. Estende-se por uma área de 9 km², tendo uma densidade populacional de 16 hab/km². Faz fronteira com Condino, Storo.